# Кшивожека (Малопольське воєводство)
Кшивожека (пол. Krzyworzeka) — село в Польщі, у гміні Рацеховиці Мисленицького повіту Малопольського воєводства.
Населення — 147 осіб (2011).
У 1975-1998 роках село належало до Краківського воєводства.

## Демографія
Демографічна структура станом на 31 березня 2011 року:
|          | Загалом | Допрацездатний вік | Працездатний вік | Постпрацездатний вік |
| -------- | ------- | ------------------ | ---------------- | -------------------- |
| Чоловіки | 73      | 15                 | 53               | 5                    |
| Жінки    | 74      | 17                 | 41               | 16                   |
| Разом    | 147     | 32                 | 94               | 21                   |